# Samet Gümüş
Samet Gümüş (* 9. Mai 2001 in Gebze) ist ein türkischer Boxer.

## Erfolge
Gümüş begann im Alter von 13 Jahren mit dem Boxen, einer seiner Trainer war Selim Vinçoğlu.
Er wurde 2018 sowie 2019 Türkischer Jugendmeister und war auch Teilnehmer der Jugend-Europameisterschaften 2018 in Roseto und 2019 in Sofia.
Im Januar 2022 wurde er Türkischer U22-Meister im Fliegengewicht, gewann im März 2022 im Bantamgewicht die Goldmedaille bei der U22-Europameisterschaft in Poreč und im Juni 2022 eine Bronzemedaille im Fliegengewicht bei den Mittelmeerspielen in Oran. Im Dezember 2022 gewann er auch erstmals den Türkischen Meistertitel der Erwachsenen im Fliegengewicht.
Er war Teilnehmer der Weltmeisterschaft 2023 in Taschkent und der Europaspiele 2023 in Krakau, wo er die Silbermedaille erkämpfte. Nach Siegen gegen Dmytro Samotajew, Martín Molina und Federico Serra, war er erst im Finale gegen Billal Bennama unterlegen.
Bei der Europameisterschaft 2024 in Belgrad gewann er mit Siegen gegen Rickey Nesbitt, Masud Yusifzada, Omer Ametović und Attila Bernáth die Goldmedaille im Fliegengewicht. Er wurde damit der erste türkische Boxeuropameister seit Fatih Keleş, der 2011 den Titel im Leichtgewicht erkämpft hatte. Bei den Olympischen Sommerspielen 2024 in Paris unterlag er in der Vorrunde gegen den Kasachen Säken Bibossynow.